# یان دریسن
یان دریسن (هلندی: Jan Driessen؛ زادهٔ ۴ دسامبر ۱۹۹۶) بازیکن بسکتبال ۳ نفره اهل هلند است.
وی در مسابقات کشوری و بین‌المللی در مجموع برندهٔ ۱ مدال طلا شده است.